# Diplodus fasciatus
 Diplodus fasciatus és un peix teleosti de la família dels espàrids i de l'ordre dels perciformes.

## Morfologia
Pot arribar als 40 cm de llargària total.

## Distribució geogràfica
Es troba a les costes centrals de l'Atlàntic oriental: és una espècie de peix endèmica de Cap Verd.